# Let Me in Your Heart Again
Let Me in Your Heart Again is een nummer van de Britse rockgroep Queen. Het nummer werd geschreven door gitarist Brian May. Het was oorspronkelijk bedoeld voor het album The Works uit 1984, maar werd niet afgemaakt tot 2014, toen het als een van de drie nieuwe nummers met de in 1991 overleden leadzanger Freddie Mercury op het compilatiealbum Queen Forever verscheen.

## Achtergrond
In 1983 werd "Let Me in Your Heart Again" in Los Angeles opgenomen tijdens de sessies voor het album The Works uit 1984. In de radioshow van Chris Evans zei gitarist Brian May in september 2014 dat de band het onmogelijk vond om het nummer af te maken en dat er verschillende teksten werden geschreven, waardoor het makkelijker werd voor leadzanger Freddie Mercury om deze te zingen. Uiteindelijk werd het nummer niet afgemaakt voor The Works.
In 1988 gaf May het nummer aan zijn toenmalige vriendin (inmiddels zijn vrouw) Anita Dobson voor haar debuutalbum Talking of Love. Naar verluidt gebruikte Dobson de onafgemaakte Queen-versie als voorbeeld bij het inzingen van het nummer.
In de voorbereiding voor Queen Forever pakte May stukken tekst van de verschillende versies van het nummer en voegde deze samen tot één tekst, voordat hij en drummer Roger Taylor de muziek eroverheen legden. Ook de originele baspartij van de in 1997 gestopte bassist John Deacon werd gebruikt voor deze mix. De uiteindelijke studioversie bevatte, met uitzondering van het eerste couplet, een volledig andere tekst dan de versie van Dobson.

## William Orbit Mix
In 2014 werd er door producer William Orbit een alternatieve remix gemaakt voor het nummer, wat op 3 november van dat jaar werd uitgebracht op single om geld op te halen voor Product Red, een initiatief dat in 2006 werd opgericht door U2-zanger Bono om aandacht te vragen voor HIV/aids in Afrika. Op deze remix verzorgde Orbit zelf de keyboards en programmeerde hij de instrumenten. De single bereikte de 102e plaats in het Verenigd Koninkrijk.

## Muziekvideo
In de muziekvideo van zowel de originele versie als de William Orbit Mix werden nog nooit eerder vertoonde beelden gebruikt van een Queen-concert tijdens The Works Tour in Brussel in 1984. Daarnaast werden achter-de-schermen-beelden gebruikt uit oudere Queen-clips, waaronder Who Wants to Live Forever, A Kind of Magic, I Want It All, One Vision, Play the Game en Radio Ga Ga, alsmede de solonummers van Freddie Mercury, Barcelona en Living on My Own. Beide videocips zijn te vinden op het officiële YouTube-kanaal van Queen.

## Musici
- Freddie Mercury: lead- en achtergrondzang
- Brian May: akoestische en elektrische gitaar, achtergrondzang
- Roger Taylor: drums, percussie, achtergrondzang
- John Deacon: basgitaar
- Fred Mandel: piano
- William Orbit: keyboards, programmeren (alleen op de William Orbit Mix)